# Karina Skands
Karina Skands (* 2. August 1966) ist eine dänische Schauspielerin.

## Leben
Karina Skands absolvierte ihre Schauspielausbildung von 1990 bis 1994 an der Staatlichen Theaterschule in Kopenhagen. Ihr Bühnendebüt als Darstellerin hatte sie am Regionaltheater in Kolding. Seither stand sie an verschiedenen Theatern auf der Bühne.
Als Schauspielerin vor der Kamera stand sie erstmals im Jahr 1988 in dem Film Himmel og Helvede unter der Regie von Morten Arnfred. Seitdem wirkte Skands in mehr als 15 Film-und-Fernsehproduktionen mit.
Karina Skands wurde 1989 für ihr Filmedbüt als Beste Hauptdarstellerin mit dem Bodil ausgezeichnet, außerdem erhielt sie den Robert.

## Filmografie
- 1988: Himmel og Helvede
- 1991: Pa pletten
- 1994: Stormfulde Hjerter
- 1996: Fart draeber
- 1996: David's Bog
- 1997: Fusion
- 1998: I Wonder Who's Kissing You Now
- 1998: Majoren
- 1998: Lyset's hjerte
- 1999: Taxa (Fernsehserie)
- 2002: Nikolaj og Julie (Fernsehserie)
- 2002: Den Gang jey slog tiden ihjel
- 2003: Das Erbe (Arven)
- 2005: Fluerne pa vaeggen